# Маракуя
Маракуята (Passiflora edulis) е вид катерливо растение от семейство Страстоцветни (Passifloraceae). Обхваща различни сортове, сред които пурпурната и жълтата имат най-голямо икономическо значение. Понастоящем съществуват над 20 сорта, създадени за промишлено производство.

## Разпространение
Видът произхожда от Парагвай, Бразилия и Северна Аржентина.